# Denis Alexandrowitsch Burgaslijew

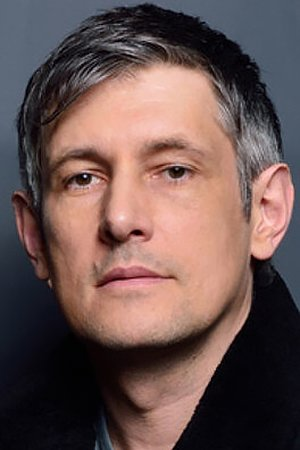
Denis Alexandrowitsch Burgaslijew, 2022

Denis Alexandrowitsch Burgaslijew (russisch Денис Александрович Бургазлиев, * 24. August 1970 in Moskau) ist ein russischer Schauspieler und Musiker.

## Leben
Er studierte bis 1991 an der Theaterakademie des Moskauer Künstlertheaters MchAT. Nach ersten Rollen am MchAT und am Stanislavski-Theater zog er 1997 nach Berlin.
Von 1993 bis 1996 leitete er eine eigene Rockband und war in erster Linie als Musiker tätig. In den folgenden Jahren trat er in Projekten der Hochschule für Schauspielkunst „Ernst Busch“ Berlin auf und drehte mehrere Filme, u. a. Der Laden (Regie: Jo Baier), Swetlana (Regie: Tamara Staudt), Bonhoeffer – Die letzte Stufe (Regie: Eric Till) und England! (Regie: Achim von Borries).
Von 2001 bis 2005 gehörte er zum Ensemble des Schauspiel Hannover und ist auch weiterhin als Gast zu sehen. Er spielte in Mark Ravenhills Some Explicit Polaroids, die Titelrolle von Georg Büchners Woyzeck in der Regie von Johann Kresnik, in Fahrenheit 451 nach dem Roman von Ray Bradbury, in Matthias Hartmanns Inszenierung Komödie der Verführung, in Bertolt Brechts Mutter Courage, einer Regiearbeit von Christian Pade und in Michael Talkes Inszenierungen Das Leben ist Traum von Pedro Calderón de la Barca und Clavigo von Johann Wolfgang Goethe. Außerdem war er zu sehen in Igor Bauersimas Inszenierung von Dantons Tod, in Karen Duves Regenroman in der Regie von Sandra Strunz, als Banquo in Macbeth, einer Regiearbeit von Krzysztof Warlikowski, als Antonio in Shakespeares Was ihr wollt, in Richard Thomas’ Show Stand up, in Zur schönen Aussicht von Ödön von Horváth und in Franz Wittenbrinks Liederabend Am offenen Herzen. 2008 war er in Die Dreigroschenoper in der Regie von Nicolas Stemann zu sehen.

## Filmografie
- 1985: S Nami Ne Soskutschischsja (С нами не соскучишься)
- 1992: Lunapark (Луна-парк)
- 1992: Un bout de Challenger (Осколок «Челленджера»)
- 1996: Der Präsident und seine Frau (Президент и его женщина)
- 1997: Der Laden
- 1997: Gehen
- 1999: Sturmzeit
- 1999: Wolffs Revier
- 1999: Die Pfefferkörner
- 2000: Bonhoeffer – Die letzte Stufe
- 2000: Swetlana (Светлана)
- 2000: England! (Англия!)
- 2000: Aprel (Апрель)
- 2001: Engel sucht Flügel
- 2001: Kein Gestern, Kein Morgen
- 2002: August der Glückliche
- 2002: Wilde Engel
- 2003: Die Pfefferkörner
- 2004: Die Pfefferkörner
- 2004: Die Bourne Verschwörung (The Bourne Supremacy)
- 2004: Autobahn
- 2006: Lermontov
- 2006: Kinder der Vertreibung
- 2006: November Sonne
- 2007: Konserven (Консервы)
- 2007: Tschas Wolkowa (Час Волкова)
- 2008: GSG 9 – Die Elite Einheit
- 2008: Tschas Wolkowa-2 (Час Волкова-2)
- 2008: Trassa M8 (Трасса М8)
- 2008: Dar 2012 (Дар 2012)
- 2008: Mustang (Мустанг)
- 2008: Die Rosen für Eliza (Розы для Эльзы)
- 2008: Tschas Wolkowa-3 (Час Волкова-3)
- 2015: In aller Freundschaft – Die jungen Ärzte (Fernsehserie, Folge Alte Bande)
- 2016: Lotta und der dicke Brocken
- 2016: Maikäfer flieg
- 2017: Babylon Berlin
- 2018: Deutschland 86
- 2020: Die Kanzlei (Fernsehserie, 2 Folgen)